# Namibia PGA Championship
Het Namibia PGA Championship was een golftoernooi in Namibië, dat deel uitmaakte van de Sunshine Tour. Het toernooi werd opgericht in 2004.
Sinds de oprichting vond het toernooi telkens plaats op de Windhoek Country Club, in Windhoek, maar in 2009 vond die plaats op de Rossmund Golf Club, in Swakopmund. Van 2004 tot 2007 werd er gegolfd in drie speelronden en sinds 2008 vier speelronden.

## Winnaars
| Jaar          | Baan                  | Locatie    | Winnaar           | Score       |       |
| ------------- | --------------------- | ---------- | ----------------- | ----------- | ----- |
| 2004          | Windhoek Country Club | Windhoek   | Mark Murless      | 202 (–11)   | [ 1 ] |
| 2005          | Windhoek Country Club | Windhoek   | Thomas Aiken      | 198 (–15)   | [ 2 ] |
| 2006          | Windhoek Country Club | Windhoek   | Anton Haig        | 196 (–17)   | [ 3 ] |
| 2007          | Windhoek Country Club | Windhoek   | Keith Horne       | 195 (–18)   | [ 4 ] |
| 2008          | Windhoek Country Club | Windhoek   | Tongoona Charamba | 270 (–14)po | [ 5 ] |
| 2009          | Rossmund Golf Club    | Swakopmund | Hennie Otto       | 200 (–8)po  | [ 6 ] |
| Geen toernooi |                       |            |                   |             |       |
| 2011          | Windhoek Country Club | Windhoek   | J.G. Claassen     | 268 (–10)   | [ 7 ] |

### Play-offs
- In 2008 won Tongoona Charamba de play-off van Merrick Bremner en Nic Henning.
- In 2009 won Hennie Otto de play-off van Titch Moore

Amatola Sun Classic · Atlantic Beach Classic · Bell's Player Championship · Bloemfontein Classic · Botswana Open · Bushveld Classic · Canon Classic · Coca-Cola Charity Championship · Cock of the North · Devonvale Classic · Emfuleni Classic · Eskom Power Cup · General Motors Open · Goldfields Powerade Classic · Goodyear Classic · Graceland Challenge · Highveld Classic · ICL International · Iscor Newcastle Classic · Kalahari Classic · Limpopo Classic · Lombard Tyres Classic · Mafunyane Trophy · Mercedes Benz Golf Challenge · Mount Edgecombe Trophy · Namibië Open · Namibia PGA Championship · Nashua Wild Coast Sun Challenge · Natal Open · Nelson Mandela Invitational · Northern Cape Classic · Observatory Classic · Palabora Classic · Parmalat Classic · Radio Algoa Challenge · Randfontein Classic · Rhodesian Masters · Riviera Resort Classic · Royal Swazi Sun Classic · Seekers Travel Pro-Am · South African Masters · South African Match Play Championship · South African Pro-Am Invitational · Spoornet Classic · Sun Coast Classic · Transvaal Open · Vodacom Golf Championship · Vodacom Open · Vodacom Players Championship · Vodacom Series · Vodacom Trophy · Western Cape Classic · Western Province Open